# 川島豪
川島 豪（かわしま つよし、1941年5月1日 - 1990年12月9日）は、新左翼活動家。日本共産党（革命左派）神奈川県委員会議長。岐阜県大垣市出身。

## 人物
1960年、岐阜県立大垣北高等学校卒業、岐阜大学入学。60年安保闘争に参加。1962年、東京水産大学に再入学。1964年に大学自治会会長に就任。党派としては社学同マル戦派に属していたが、大学卒業後、社学同ML派議長だった河北三男と「警鐘」グループを結成する。
「警鐘」はやがて毛沢東思想を掲げるようになり、1968年には日本共産党（左派）神奈川県委員会に合流するが、武装闘争に否定的な左派党員とは意見が合わず、河北・川島らは1969年3月に分裂し日本共産党（革命左派）神奈川県委員会を結成する。
革命左派は当初は河北が議長であったが、河北と川島の対立が目立ちはじめ、程なく川島が議長に就任する。1969年9月より愛知外相訪ソ訪米阻止闘争での火炎瓶の投擲、米軍基地への火炎瓶投擲やダイナマイト設置等の武装闘争を指示。同年12月8日、米軍基地爆破未遂容疑で逮捕。
獄中では面会に来た獄外幹部の永田洋子や坂口弘に対して「よど号をハイジャックした赤軍派メンバーは何故獄中幹部を奪還要求しなかったのか」等のたとえ話をするなどして、暗に自身の奪還を示唆する言動をした。これを川島奪還指示と受け取った獄外指導部が川島奪還のために銃を入手しようとする上赤塚交番襲撃事件や真岡銃砲店襲撃事件のきっかけとなった。
奪還計画は、横浜地方裁判所への出廷する途上で待ち伏せ、奪還するものであったと見られている。
連合赤軍事件発覚後は、獄外が自身の指示に従わなかったことが事件の原因と総括。この総括を坂口弘に受け入れさせるとともに、総括を拒否した永田洋子を除名し、革命左派の建て直しを図る。後に、米中関係を巡って反米から反ソへの転換を主張する坂口と対立し、反米を掲げる川島の革命左派は分裂・衰退する。
1979年、出獄。その後は郷里の岐阜・大垣に戻って屎尿汲み取り業『川島環境サービス』を営み、屎尿汲み取り業界の待遇改善のために尽力した。1990年12月9日、癌のため死亡。享年49。組合葬をもって弔われた。また日本共産党（行動派）と接近し、日本共産党（革命左派）議長名で日本共産党（行動派）議長の大武礼一郎と共同声明を発表するなどした。死の直前には塩見孝也らと対談して活動を総括した。

## 評価
- 日本共産党（行動派）は川島を「まさに、階級闘争が生んだ日本の赤軍闘争は人民解放軍の前身であり、彼はその偉大な指揮官であった。」[4]とし、同派が建てた革命英雄記念碑の入魂名簿には川島も名を連ねている。
- 坂口弘は自著で「私は、今でも固く信じているが、川島氏を除く全ての革命左派メンバーは本来、穏健な人間で、川島氏が武装闘争を始めなければ、決してこのような闘争に関わることはなかったはずである。」[5]と述べている。

## 著書
- 「いま語っておくべきこと―対談 革命的左翼運動の総括 現代資本主義論と社会主義論」（塩見孝也、高沢皓司との共著、新泉社、1990年）